# ايفيكا ايلييف
ايفيكا ايلييف (بالصربية: Ивица Илиев)‏ (27 أكتوبر 1979 مملكة المجر - ) هو لاعب كرة قدم صربي، يلعب كلاعب وسط.

## مسيرته الكروية
لعب ايفيكا ايلييف خلال مسيرته الاحترافية مع 7 أندية في سبعة عشر موسمًا وسجل خلالها 69 هدفًا ضمن 362 مباراة. حيث فاز في ثلاثة مواسم بالكأس وفي أربعة مواسم بالدوري.
خاض ايفيكا ايلييف مسيرته مع نادي بارتيزان في موسم 1997–98 في المرة الأولى ليلعب معه سبعة مواسم ثم في موسم 2010–11 لمدة موسم واحد، مشاركًا طوالها في 178 مباراة سجل خلالها 54 هدفًا. ثم انتقل إلى نادي مسينا في موسم 2004–05 في المرة الأولى ولمدة موسمين ثم في موسم 2006–07 لمدة موسم واحد، حيث شارك طوالها في 58 مباراة سجل خلالها هدفًا واحدًا. لينتقل بعدها إلى نادي جنوى في موسم 2005–06 لمدة موسم واحد، مشاركًا في 17 مباراة سجل خلالها 3 أهداف. ثم انتقل إلى نادي باوك في موسم 2007–08 لمدة موسم واحد، مشاركًا في 17 مباراة سجل خلالها هدفًا واحدًا. هذا وانتقل لاحقًا إلى نادي إنيرجي كوتبوس في موسم 2008–09 لمدة موسم واحد، مشاركًا في 27 مباراة سجل خلالها 3 أهداف. ثم انتقل بعدها إلى نادي مكابي تل أبيب في موسم 2009–10 لمدة موسم واحد، مشاركًا في 17 مباراة سجل خلالها 3 أهداف أيضًا. ليعود وينتقل من جديد، لكن هذه المرة إلى نادي فيسوا كراكوف في موسم 2011–12 ولمدة موسمين، مشاركًا في 48 مباراة سجل خلالها 4 أهداف.

## وصلات خارجية
ايفيكا ايلييف على موقع الاتحاد الأوربي (الإنجليزية)
- ايفيكا ايلييف على موقع قاعدة بيانات كرة القدم.إي يو (الإنجليزية)
- ايفيكا ايلييف على موقع بيانات كرة القدم. دي إي (الألمانية)
- ايفيكا ايلييف على موقع ناشيونال فوتبول تيمز (الإنجليزية)
- ايفيكا ايلييف على موقع عالم كرة القدم.نت (الإنجليزية)